# Selfmade Records
Selfmade Records bzw. Selfmade Entertainment war ein deutsches Label, das im Bereich Hip-Hop tätig war. Es wurde 2005 von Elvir Omerbegovic und Philipp Dammann gegründet. Omerbegovic ist der alleinige Inhaber der Plattenfirma. Zuletzt waren die Hip-Hop-Musiker 257ers und Karate Andi sowie die Produzenten Rizbo und Johnny Illstrument unter Vertrag. In der Vergangenheit waren auch die Rapper Favorite, Kollegah, Shiml und Casper sowie das Rapduo Genetikk vertraglich gebunden. Im Jahr 2022 schloss Omerbegovic das Label nach 18 Jahren.

## Geschichte

### 2005–2009

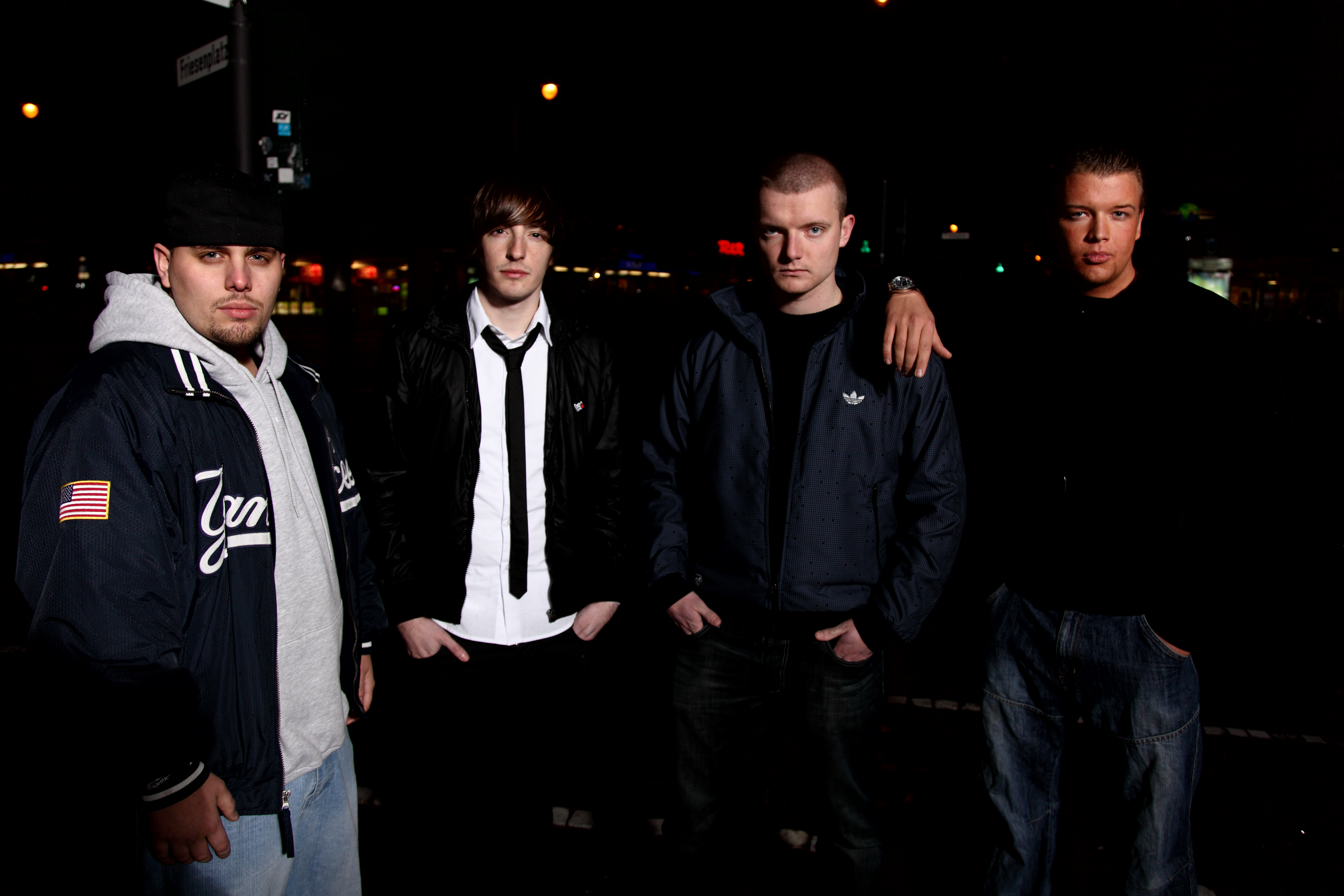
Die Selfmade-Records-Künstler 2009: Favorite, Casper, Shiml und Kollegah

Kollegah und Farid Bang (2012)

Im Jahr 2005 wurde Selfmade Records von Elvir Omerbegovic, der als Rapper unter dem Pseudonym Slick One bekannt ist, und Philipp Dammann gegründet. Dammann, der in den Jahren zuvor bereits unter dem Namen Flipstar als Mitglied des Rap-Duos Creutzfeld & Jakob Erfolge feiern konnte, war in den Anfängen zunächst künstlerisch involviert, verließ die Plattenfirma jedoch bereits Ende 2005. Seither hat Omerbegovic die Leitung des Labels alleine inne.
Der erste Rapper, der bei dem Independent-Label unter Vertrag genommen wurde, war der Essener Favorite. Am 4. April 2005 erschien der Sampler Schwarzes Gold als erste Veröffentlichung über Selfmade Records. Es folgte das Album Rappen kann tödlich sein von Favorite und Jason. Dieses wurde hauptsächlich vom Hausproduzenten Rizbo produziert, der bereits 2004 unter Vertrag genommen worden war. Rizbo war an allen folgenden Veröffentlichungen des Labels als Hauptproduzent maßgeblich beteiligt. Bekanntheit erreichte der Produzent bereits zuvor durch die Produktion der Single Endgegner des Berliners Bushido.
In der zweiten Hälfte des Jahrs 2005 wurde der Bremer Shiml bei Selfmade Records unter Vertrag genommen. Im Dezember 2005 folgte der Rapper Kollegah, dessen erste Veröffentlichung, das Zuhältertape als X-Mas Edition, am 30. Dezember 2005 erschien. Am 6. Juli 2007 erschien Chronik 1. Auf dem zweiten Sampler des Labels stehen die drei bei Selfmade Records unter Vertrag stehenden Rapper im Mittelpunkt. Ende des Jahrs präsentierte sich das Independent-Label im Rahmen der Showtime, Bitch!-Tour, die durch elf Städte führte.
2007 konnte Selfmade Records durch das Album Alphagene von Kollegah erstmals in die deutschen Charts einsteigen. Kollegahs Debüt, dessen Veröffentlichung durch Auftritte des Rappers bei dem Musiksender MTV begleitet wurde, erreichte Position 51 der deutschen Album-Charts. Ein weiterer Erfolg für Selfmade Records ist das Album Anarcho, das am 2. Mai 2008 erschien und auf Platz 24 der Album-Charts einsteigen konnte. Im Rahmen der Veröffentlichung des Albums wurden drei Videoclips gedreht, von denen das Video zum Lied Ich vermiss euch mehrmals Platz 1 der TRL Most Wanted-Charts der Musiksendung Urban TRL belegen konnte. Am 29. August wurde das zweite Soloalbum von Kollegah über das Düsseldorfer Label veröffentlicht. Kollegah konnte Platz 17 der Album-Charts erreichen. Zudem belegte der Tonträger als erste Veröffentlichung von Selfmade Records eine Position in den österreichischen Album-Charts. Im Dezember 2008 folgte ein Mixtape von Favorite und Hollywood Hank mit dem Titel Schläge für Hip Hop. Ende Januar 2009 erschien mit Im Alleingang das zweite Album von Shiml.
Am 6. Februar 2009 wurde bekannt gegeben, dass der Rapper Casper bei Selfmade Records unter Vertrag genommen wurde. Auf dem kurze Zeit später veröffentlichten Sampler Chronik 2 wurde Casper neben Kollegah, Favorite und Shiml präsentiert. Im Zuge der Vermarktung des Samplers wurde der Song Westdeutschlands Kings zum Herunterladen zur Verfügung gestellt. In diesem werden die Berliner Hip-Hop-Musiker Sido, Kitty Kat und Fler des Berliner Labels Aggro Berlin angegriffen. Das Lied zog eine Auseinandersetzung zwischen Rappern beider Lager nach sich, die sich unter anderem in einer Reihe von veröffentlichten Songs äußerte, in denen die jeweiligen Gegner attackiert werden. Am 8. April 2009 startete die Mittelfinger Hoch!-Tournee, auf der alle Künstler des Labels vertreten waren. Für die Tournee wurden 19 Konzerte absolviert. Beim zweiten Konzert am 9. April im Berliner Club Kato kam es zu Ausschreitungen, bei denen unter anderem MontanaMax verletzt wurde. Eine Zusammenarbeit von Kollegah mit dem bei German Dream unter Vertrag stehenden Rapper Farid Bang wurde am 19. Juni 2009 unter dem Album-Titel Jung, brutal, gutaussehend veröffentlicht. Im Oktober 2009 trennten sich Shiml und Selfmade Records nach vierjähriger Zusammenarbeit einvernehmlich. Shiml gab an, sich nach Abschluss seines Studiums beruflich neuorientieren zu wollen. In den folgenden Monaten folgten mit Zuhältertape Volume 3 und Hoodtape Volume 1 weitere Veröffentlichungen von Kollegah.

### 2010–2013

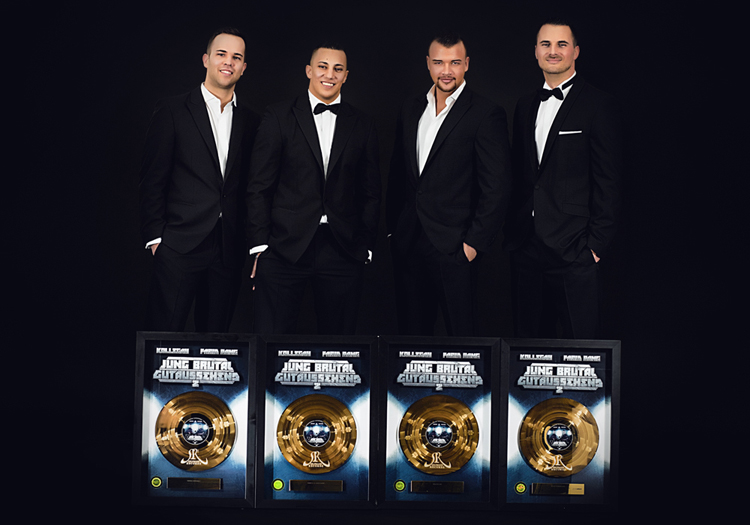
Thomas Burkholz, Farid Bang, Kollegah und Elvir Omerbegovic bei der Verleihung der Goldenen Schallplatte für Jung, brutal, gutaussehend 2

Ende Oktober 2010 gab nach Shiml auch Casper seinen Ausstieg aus dem Künstler-Kader des Labels an. Casper wechselte zu Four Music, bleibe laut Pressemitteilung von Selfmade Records jedoch mit seinem ehemaligen Label „für die kommenden beiden Alben […] geschäftlich verbunden“.
Am 6. Mai 2011 veröffentlichte Selfmade Records das dritte Soloalbum von Favorite unter dem Titel Christoph Alex. Mit diesem konnte ein Einstieg auf Rang 4 der Album-Charts erreicht werden, was die bisher beste Positionierung für das Independent-Label darstellt. Im Anschluss an die Veröffentlichung absolvierte Favorite eine gemeinsame Tournee mit dem Rapper Kaas, dessen zweites Soloalbum ebenfalls am 6. Mai 2011 erschienen war. Anfang Juli 2011 erschien Caspers Album XOXO, das über sein neues Label Four Music und mit Beteiligung für Selfmade Records realisiert worden war. XOXO stieg direkt auf Platz 1 der Album-Charts ein. Kollegahs drittes Soloalbum Bossaura wurde am 14. Oktober 2011 veröffentlicht. Es stieg auf Platz 5 der deutschen Charts ein. Zudem platzierte sich die Veröffentlichung in den Top-20 der österreichischen und Schweizer Album-Charts. Am 14. Oktober 2011 startete Kollegah eine gemeinsame Tournee mit Favorite unter dem Titel „Live 2011 Tour“. Die Rapper traten dabei in 34 Städten auf. Ende 2011 ließ Selfmade Records über Favorite verkünden, dass sich die Plattenfirma die Rechte an Hollywood Hanks Album Soziopath, das 2006 erschienen war, erworben hat und exklusiv im Onlineshop verkauft.
Am 21. Dezember 2011 gab das Label bekannt, dass das Duo Genetikk unter Vertrag genommen worden ist. Selfmade Records veröffentlichte daraufhin das Album Voodoozirkus des Duos über seinen Onlineshop. Ende März 2012 wurde bekannt gegeben, dass mit 257ers eine weitere Hip-Hop-Gruppe vertraglich an das Label gebunden worden war. Die Vertragsunterzeichnung des Trios erfolgte jedoch vor Genetikk. Da Genetikk bereits die Arbeiten an Voodoozirkus beendet hatten, wurde das Duo vorgezogen. Am 7. September 2012 wurde das Album HRNSHN von 257ers veröffentlicht. Mit diesem konnte das Trio auf Platz 6 der deutschen Album-Charts einsteigen. Als weiterer Produzent wurde Ende September 2012 Johnny Illstrument unter Vertrag genommen. Ende Oktober 2012 verlängerte Selfmade Records den Vertrag mit dem Medienkonzern BMG Germany über die Verlagsedition Selfmade. Kollegah und Favorite, die bereits Verlagsverträge mit BMG abgeschlossen hatten, verlängerten diese. Darüber hinaus wurden Editionsverträge mit 257ers, Johnny Illstrument und Genetikk abgeschlossen. Die Verträge mit BMG Rights Management umfassen ausschließlich die Auswertung der Autoren- und Komponistenrechte.
Am 8. Februar 2013 erschien mit Jung, brutal, gutaussehend 2 das zweite gemeinsame Album von Kollegah und Farid Bang. Mit diesem erreichte Selfmade Records erstmals Platz 1 der deutschen Album-Charts. Auch in Österreich und der Schweiz konnte die höchste Position belegt werden. Zudem stellt die Veröffentlichung mit 80.000 Einheiten das in der ersten Woche meistverkaufte deutsche Hip-Hop-Album in Deutschland der letzten fünf Jahre dar. Anfang März 2013 erreichte das Album bereits nach drei Verkaufswochen in Deutschland Goldstatus für über 100.000 verkaufte Einheiten. Jung, brutal, gutaussehend 2 ist damit die erste Veröffentlichung des Labels, die mit einer Goldenen Schallplatte ausgezeichnet wurde. Am 21. Juni 2013 erschien mit D.N.A. das zweite kommerzielle Album des Duos Genetikk. Wie bereits im Zuge der Veröffentlichung von Jung, brutal, gutaussehend 2 erhielt die Veröffentlichung neben Rezensionen in Musikmedien auch Beachtung in Nachrichtenmagazinen.
Ende September 2013 verlängerte Selfmade Records ihren Vertrag mit dem Kölner Musikvertrieb Groove Attack. Dieser war bereits seit Gründung des Labels für den Vertrieb der Label-Veröffentlichungen zuständig gewesen.

### Ab 2014

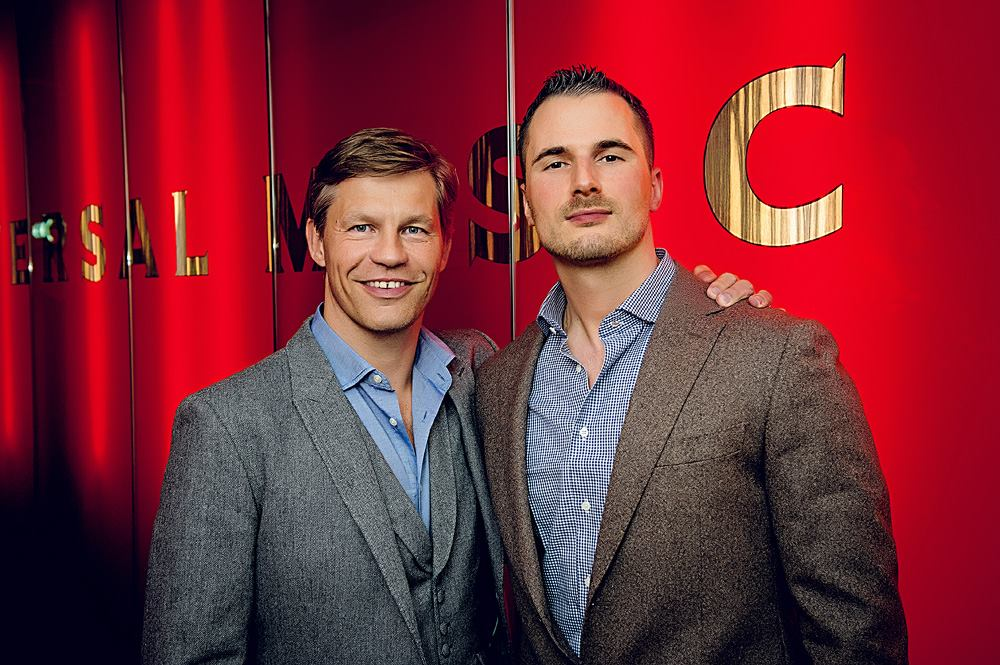
Frank Briegmann und Elvir Omerbegovic (2014)

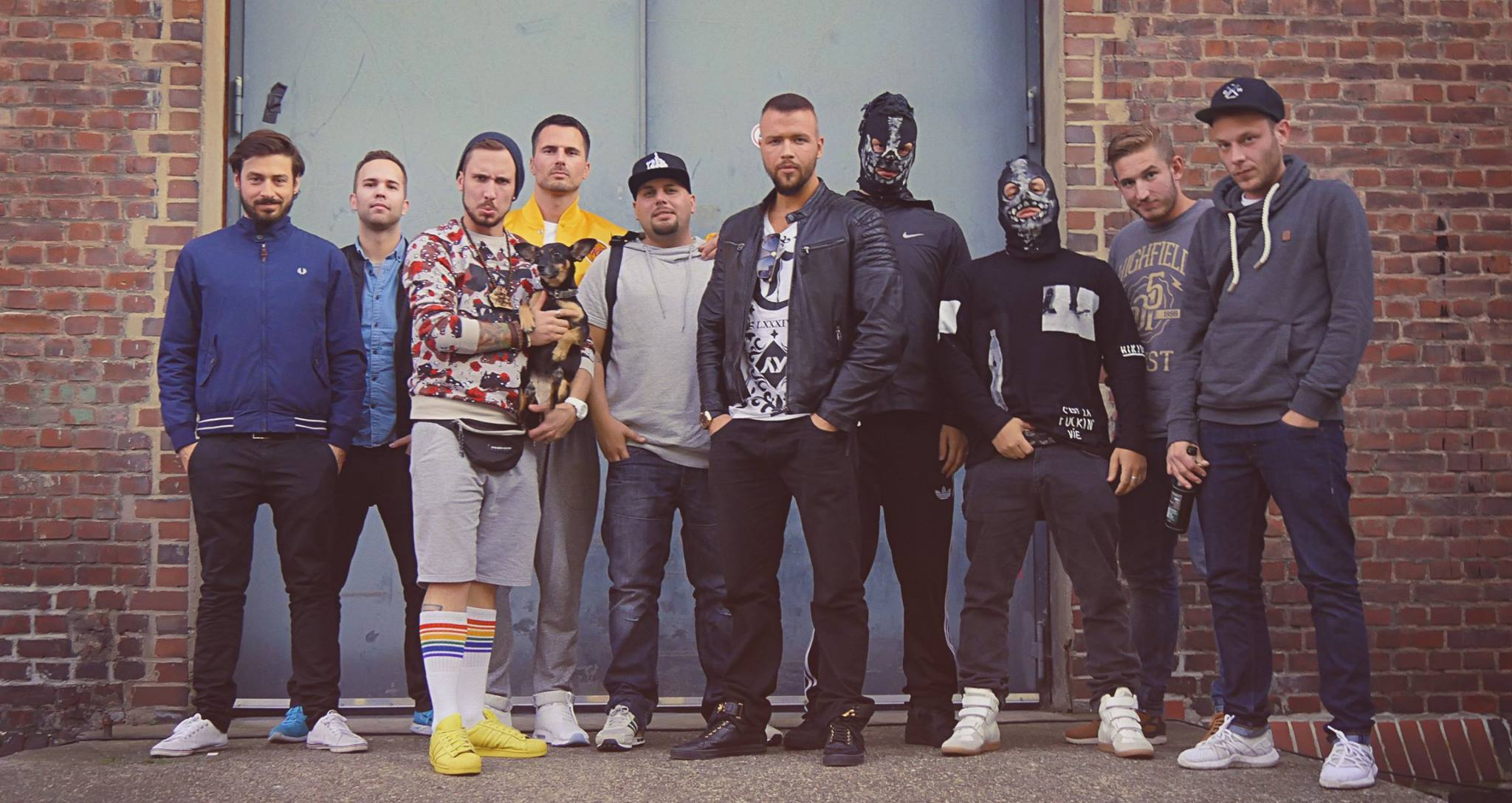
Markus Huber, Thomas Burkholz, 257ers, Elvir Omerbegovic, Favorite, Kollegah und Genetikk (2015)

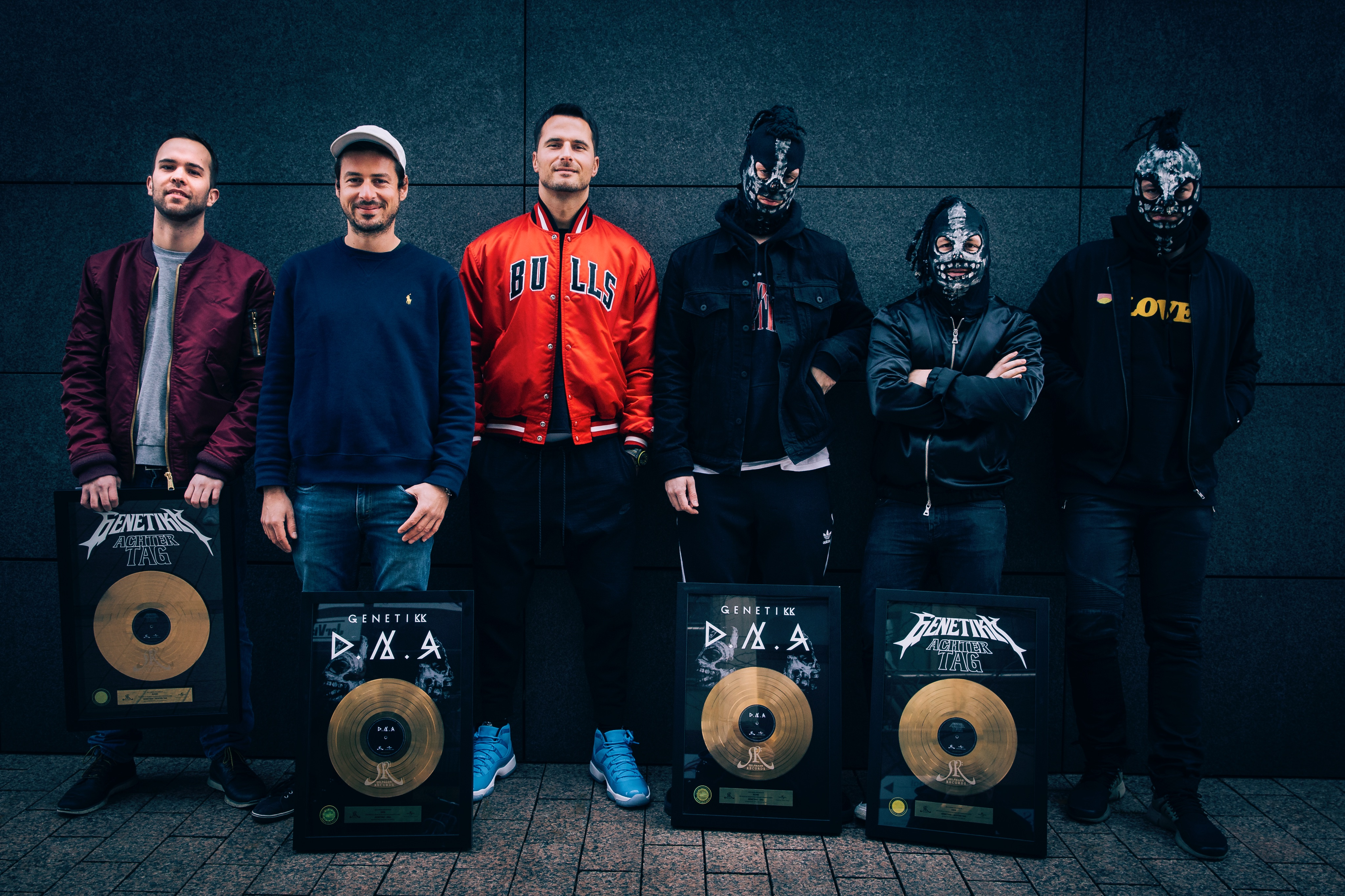
Goldverleihung der Alben D.N.A. und Achter Tag mit Thomas Burkholz, Markus Huber, Elvir Omerbegovic und Genetikk

Am 13. Januar 2014 wurde bekannt gegeben, dass das Hip-Hop-Label ein Joint Venture mit Universal Music Group gründet. Damit einhergehend übernahm das Major-Label den Vertrieb des Hip-Hop-Labels, wohingegen Selfmade Records die Rechte an der Musik behält. Die Idee hinter der Zusammenarbeit mit Universal Music sei laut Elvir Omerbegovic „mit der Geschwindigkeit eines Indies und der Power eines Majors agieren“ zu können. Neben Omerbegovic war vor allem der Präsident Zentraleuropa der Universal Music Group International und der Deutschen Grammophon Frank Briegmann für die vertragliche Zusammenarbeit der beiden Firmen verantwortlich. Mit diesem hatte Omerbegovic etwa ein Jahr lang verhandelt. Im Rahmen der Partnerschaft fungiert Omerbegovic zukünftig als President of Rap Selfmade Records und Universal Music Deutschland. Das am 9. Mai 2014 veröffentlichte Album King, welches das vierte Soloalbum für den Rapper Kollegah ist, erreichte laut Aussage des Labels bereits 24 Stunden nach Veröffentlichung für 100.000 verkaufte Einheiten Goldstatus in Deutschland. In der darauffolgenden Woche wurde diese Aussage in einem Chart-Telegramm der GfK bestätigt. Das Album positionierte sich mit über 160.000 verkauften Einheiten direkt auf Platz eins der deutschen Charts. Auch in Österreich und der Schweiz stieg das Album direkt auf Platz eins ein und konnte laut Selfmade Records ebenfalls Goldstatus in der ersten Woche erreichen. Am 11. Juni 2014 teilte Selfmade Records mit, dass King in Deutschland nach knapp fünf Wochen mehr als 200.000 Einheiten absetzten konnte und somit Platinstatus erreicht habe. Des Weiteren gelang es Kollegah mit 10,9 Millionen Album-Streams als erster deutscher Künstler Platz 1 der globalen Spotify-Album-Charts zu erreichen.
Am 16. Juli 2014 gab Selfmade Records bekannt, den Künstler Karate Andi unter Vertrag genommen zu haben. Im Folgenden erschien das Album Boomshakkalakka des Trios 257ers, das Platz 1 der deutschen Album-Charts erreichen konnte. Nach Veröffentlichung des Albums absolvierte die Gruppe von September bis Dezember 2014 eine Konzert-Tournee, die 43 Auftritte umfasste. In der ersten Hälfte des Jahres 2015 folgten die Veröffentlichungen Neues von Gott des Rappers Favorite und Achter Tag von Genetikk, die ebenfalls die höchste Position der Charts belegen konnten. Achter Tag stellt für Selfmade Records das sechste Album in Folge dar, das Platz 1 der deutschen Charts erreichen konnte. Am 9. Oktober 2015 erschien der Label-Sampler Chronik 3, auf dem alle aktuellen Rapper des Labels, die ehemaligen Künstler Casper und Shiml sowie Marteria, SSIO und MontanaMax vertreten sind. Chronik 3 konnte ebenfalls die Höchstposition der deutschen Charts belegen. Zudem stiegen die Stücke Red Light District Anthem, Medusa, Chronik 3 und Keine neuen Freunde in die Single-Charts ein. Im Dezember erschien das Zuhältertape Volume 4 von Kollegah, welches Platz 1 der Charts erreichte. Damit stellt es die achte Nummer-eins-Platzierung in Folge für das Label dar. Abgesehen von Mörder positionierten sich zudem alle Lieder des Albums in den Single-Charts. Zudem wurde Zuhältertape Volume 4 für 100.000 Verkäufe mit einer Goldenen Schallplatte ausgezeichnet. Mit der Veröffentlichung von Zuhältertape Volume 4 endete nach zehn Jahren die Zusammenarbeit von Selfmade Records mit Kollegah, der im Folgenden ein eigenes Label gründete.
Im Mai 2016 folgte das erste Solo-Album von Karate Andi unter dem Titel Turbo. Diese stieg auf Platz 2 der deutschen Charts ein. Am 1. Juli erschien Album Mikrokosmos von den 257ers. Dieses ist das erste der Gruppe, welches ohne den Rapper Keule aufgenommen wurde. Mikrokosmos schaffte den Sprung auf Platz 1 in die Charts. Erfolge feierte das Duo zudem mit den Songs Holland und Holz, die jeweils über 200.000 Mal verkauft und somit mit Goldenen Schallplatten ausgezeichnet wurden. Ende 2016 gründete Selfmade Records eine Production Unit, die aus Bazzazian, Alexis Troy und Yunus ‚Kingsize‘ Cimen besteht. Zukünftig übernimmt das Label das Management der Hip-Hop-Produzenten. Im Mai 2017 erhielt die Single Holz dank 400.000 verkaufte Einheiten eine Platin-Schallplatte. Zeitgleich verkündete Selfmade Records die Vertragsverlängerung mit den 257ers. Am 24. November 2017 veröffentlichte Favorite mit „Alternative Für Deutschland“ sein fünftes Soloalbum, welches Platz 15 der Deutschen Album-Charts erreichen konnte. Im Dezember 2017 gründeten Genetikk ihr eigenes Label Outta This World und verließen Selfmade Records. Favorite folgte im Juni 2018 durch die Gründung seines eigenen Labels Upperclass Movement.

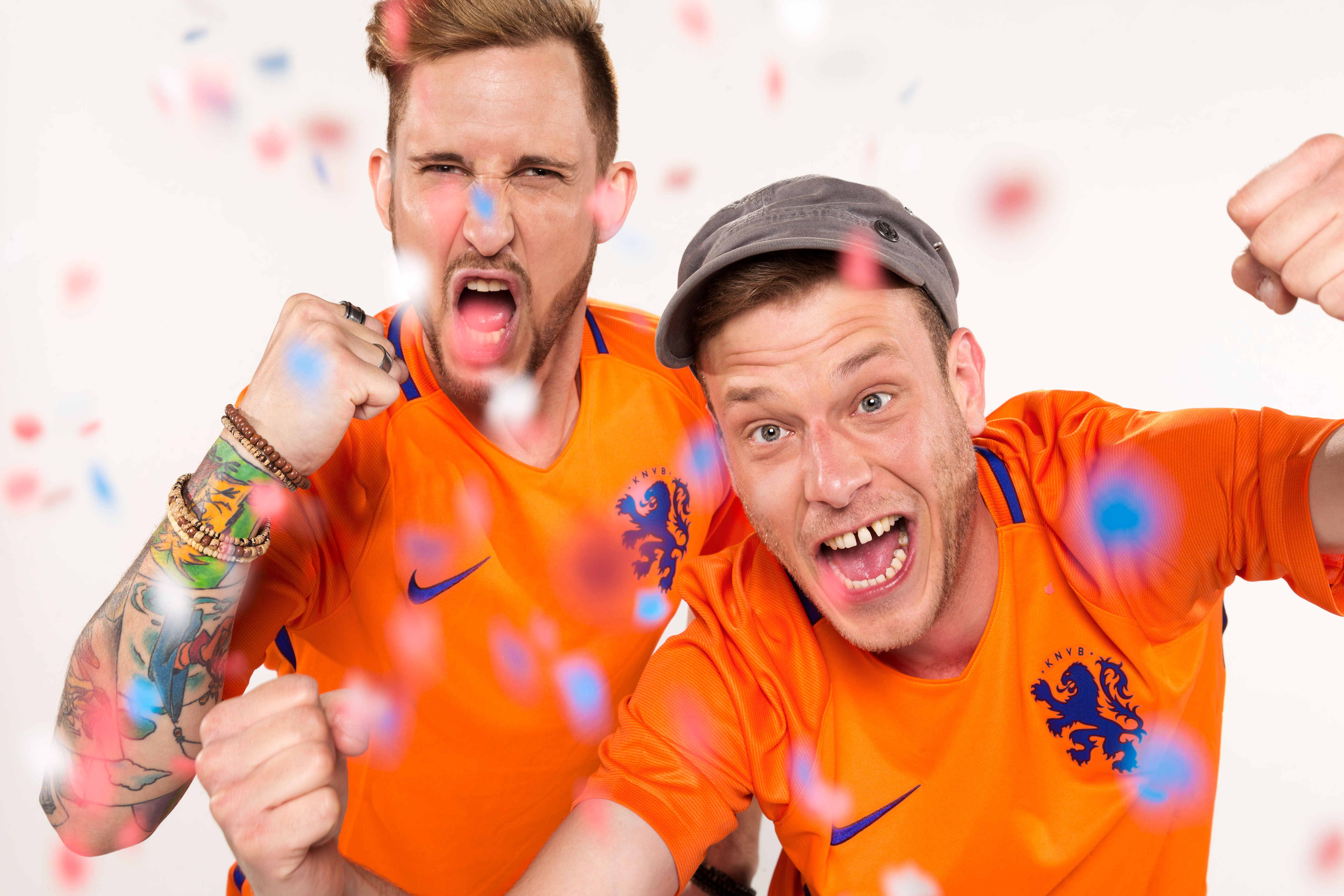
257ers (2016)
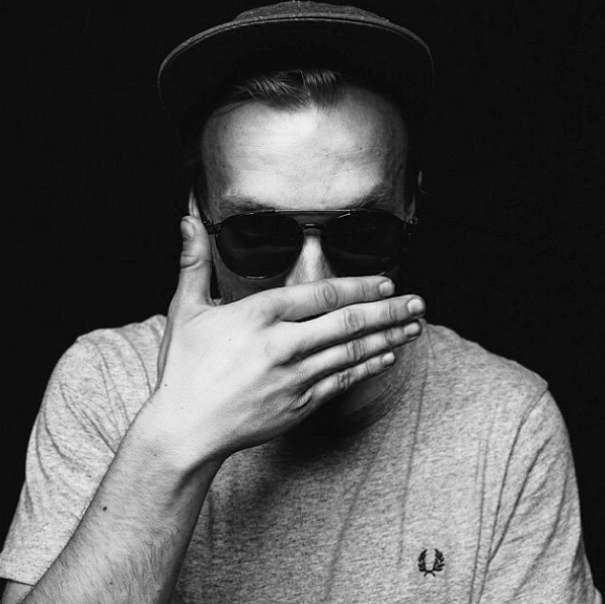
Karate Andi (2014)

## Diskografie
Studioalben
| Titel                        | Künstler                | Veröffentlichung   | Auszeichnung                  | Chartplatzierungen | Chartplatzierungen | Chartplatzierungen | Cover |
| Titel                        | Künstler                | Veröffentlichung   | Auszeichnung                  | DE                 | CH                 | AT                 | Cover |
| ---------------------------- | ----------------------- | ------------------ | ----------------------------- | ------------------ | ------------------ | ------------------ | ----- |
| Rappen kann tödlich sein     | Favorite und Jason      | 7. Okt. 2005       | —                             | —                  | —                  | —                  |       |
| Hinterm Horizont             | Shiml                   | 24. Feb. 2006      | —                             | —                  | —                  | —                  |       |
| Harlekin                     | Favorite                | 26. Jan. 2007      | —                             | —                  | —                  | —                  |       |
| Alphagene                    | Kollegah                | 16. Nov. 2007      | —                             | 51                 | —                  | —                  |       |
| Anarcho                      | Favorite                | 2. Mai 2008        | —                             | 24                 | —                  | —                  |       |
| Kollegah                     | Kollegah                | 29. Aug. 2008      | —                             | 17                 | —                  | 48                 |       |
| Im Alleingang                | Shiml                   | 30. Jan. 2009      | —                             | 86                 | —                  | —                  |       |
| Jung, brutal, gutaussehend   | Kollegah und Farid Bang | 19. Juni 2009      | —                             | 30                 | —                  | —                  |       |
| Christoph Alex               | Favorite                | 6. Mai 2011        | —                             | 4                  | 72                 | 34                 |       |
| Bossaura                     | Kollegah                | 14. Okt. 2011      | —                             | 5                  | 14                 | 19                 |       |
| HRNSHN                       | 257ers                  | 7. Sep. 2012       | —                             | 6                  | 60                 | 24                 |       |
| Jung, brutal, gutaussehend 2 | Kollegah und Farid Bang | 8. Feb. 2013       | Goldene Schallplatte          | 1                  | 1                  | 1                  |       |
| D.N.A.                       | Genetikk                | 21. Juni 2013      | Goldene Schallplatte          | 1                  | 5                  | 4                  |       |
| King                         | Kollegah                | 9. Mai 2014        | Dreifach-Goldene Schallplatte | 1                  | 1                  | 1                  |       |
| Boomshakkalakka              | 257ers                  | 26. September 2014 |                               | 1                  | 35                 | 11                 |       |
| Neues von Gott               | Favorite                | 23. Januar 2015    |                               | 1                  | 12                 | 4                  |       |
| Achter Tag                   | Genetikk                | 8. Mai 2015        | Goldene Schallplatte          | 1                  | 1                  | 1                  |       |
| Zuhältertape Volume 4        | Kollegah                | 11. Dezember 2015  | Platin-Schallplatte           | 1                  | 2                  | 2                  |       |
| Turbo                        | Karate Andi             | 13. Mai 2016       |                               | 2                  | 19                 | 11                 |       |
| Mikrokosmos                  | 257ers                  | 1. Juli 2016       | Goldene Schallplatte          | 1                  | 8                  | 31                 |       |
| Fukk Genetikk                | Genetikk                | 2. Dezember 2016   |                               | 6                  | 9                  | 5                  |       |
| Alternative für Deutschland  | Favorite                | 1. Dezember 2017   |                               | 15                 | —                  | —                  |       |
| Alpaka                       | 257ers                  | 3. Mai 2019        |                               | 16                 | 61                 | —                  |       |
| Abrakadabra                  | 257ers                  | 1. November 2019   |                               | 19                 | —                  | —                  |       |
| ASAP KOTTI                   | Karate Andi             | 29. November 2019  |                               | 22                 | 68                 | —                  |       |
| Hömma!                       | 257ers                  | 4. Dezember 2020   |                               | 20                 | —                  | —                  |       |
| Das Ende vom Anfang          | 257ers                  | 8. April 2022      |                               | —                  | —                  | —                  |       |
| Handelsgold Tape             | Karate Andi             | 6. Mai 2022        |                               | 14                 | —                  | —                  |       |

## Rezeption

### Kritik
Dennis Sand setzte sich in einem Beitrag für Jetzt.de, einem Onlinemagazin der Süddeutschen Zeitung, im November 2012 mit dem Label Selfmade Records auseinander. Darin vergleicht er das Düsseldorfer Label mit der Plattenfirma Aggro Berlin. Diese habe durch „eine neue deutsche Härte“ den kommerziellen Durchbruch erreicht und dadurch deutschen Hip-Hop „von ganz unten nach ganz oben“ gebracht. Selfmade Records führe „diesen Gedanken nun mit umgekehrten Vorzeichen fort“, indem intelligente Rapper unter Vertrag genommen werden, die „sich der Stilmittel der Straße“ bedienen, um die „breite Masse zu erreichen“. So greife etwa Kollegah „sowohl die Codes und Stilmittel der Hip-Hop-Szene auf, aber zugleich gut und gerne auch auf bildungsbürgerliches Kulturgut zurück“. Des Weiteren etabliere Selfmade Records wie zuvor Aggro Berlin die „Stereotypisierung der Künstler“ zur Vermarktung. Unter anderem übernehme Kollegah „die selbstherbeistilisierte Rolle als Boss“ und Favorite spiele die „Rolle des Anarchos“. Die „brillante Technik“ vereine die Künstler des Independent-Labels. Da die Rollen der Künstler und ihre Texte jedoch „nicht immer der vielbeschworenen Authentizität gleichkommen“, werde im Zusammenhang mit dem Label häufig negativ von „Image-Rap“ gesprochen. Aus Sicht Sands komme dieser Vorwurf von Kritikern, die vergessen, dass Musik in erster Linie Kunst sei.

### Auszeichnungen
Hiphop.de Awards
- 2009: Bestes Label National[67]
- 2011: Bestes Label National[68]
- 2013: Bestes Label National[69]
- 2015: Bestes Label National[70]

Bei den von den Lesern des Hip-Hop-Magazins Juice bestimmten Platzierungen der Juice Awards konnte das Label Anfang 2008 diverse Platzierungen erreichen. So wurde unter anderem Kollegah auf Platz 1 in der Kategorie Newcomer-Act National und auf Platz 2 in der Sparte Rap-Solokünstler National gewählt. Zwei Jahre später erreichte Casper den ersten Platz der Rubrik Newcomer-Act National. Zudem erhielt Rizbo die meisten Stimmen in der Kategorie Bester Produzent National. Kollegah positionierte sich erneut auf Platz 2 in der Sparte Bester Solo-Act National sowie mit Zuhältertape Volume 3 auf Platz 1 als Bestes Album National.
Anfang 2014 wurde Selfmade Records im Rahmen der Hiphop.de-Awards-2013 der Internetseite Hiphop.de in verschiedenen Kategorien ausgezeichnet. So erreichte die Musikfirma bei der Online-Abstimmung den ersten Platz in den Kategorien Bestes Label National, Bester Rap-Solo-Act National für Kollegah und Beste Gruppe National für Genetikk. Ende 2014 wurden sowohl Kollegah als auch die Gruppe 257ers in der Kategorie „Bester Hip-Hop-Act“ für den Musikpreis 1 Live Krone nominiert. Kollegah konnte den Preis schließlich auch gewinnen. 2016 wurde das Duo 257ers schließlich mit einer 1 Live Krone in der Kategorie „Beste Band“ ausgezeichnet.